# 8ª Squadriglia da ricognizione e combattimento
La 8ª Squadriglia da ricognizione e combattimento del Servizio Aeronautico del Regio Esercito fu costituita nel dicembre 1914 sull'Aeroporto di Udine-Campoformido con aerei Nieuport.

## Storia
L'8ª Squadriglia Nieuport monoplani allo scoppio della prima guerra mondiale, nel dicembre 1914, fa parte del 2º Gruppo all'Aeroporto di Udine-Campoformido comandata dal capitano Adolfo Resio con 4 piloti tra cui il cap. Attilio Calderara (poi passato ai dirigibili) ed il Tenente Antonio Bosio (generale) (futuro capo di stato maggiore dell'Aeronautica Militare dal 1933 al 1934) ed un osservatore e 3 Nieuport IVM.
Il 12 luglio Bosio, Resio e Calderara bombardano accampamenti su Gorizia decollando di notte.
Il 6 agosto si sposta a Trevignano messa a disposizione del XIV Corpo d'armata della 3ª Armata.
Il 27 agosto va a Clauriano di Palmanova e viene sciolta dopo aver compiuto 95 voli di cui 52 a scopo bellico.
Viene sostituita alla fine di luglio dalla 8ª Squadriglia Nieuport Biplani di Aviano comandata dal cap. Guido Tacchini e 4 piloti tra cui il Cap. Oreste Salomone ed il ten. Francesco Baracca e 5 Nieuport-Macchi Ni.10.
Il 21 agosto sposta 2 aerei a Campoformido presso la 2ª Squadriglia da ricognizione e combattimento per la difesa di Udine ed il 9 settembre il reparto si trasferisce a Santa Caterina di Pasian di Prato. 
Nella seconda metà di ottobre arrivano 3 Nieuport 10.
Nell'ambito della Quarta battaglia dell'Isonzo, il 19 novembre Tacchini, il ten. Domenico Bolognesi, il cap. Maffeo Scarpis e Baracca fanno precipitare un Albatros B.I del pilota korporal Adolf Veselic e dell'osservatore Ten. Ludwig Riesenecker ferito della Flik 4 nelle linee nemiche.
Il 1º dicembre l'8ª Squadriglia Nieuport, classificata da caccia, diventa 1ª Squadriglia caccia (Ni.) e con la 1ª Squadriglia da ricognizione e combattimento forma il Gruppo delle Squadriglie per la difesa di Udine.